# Oceania Sevens 2010
El Oceania Sevens de 2010 fue la tercera edición del torneo de rugby 7 de Oceanía. 
Se disputó del 1 al 2 de octubre en Darwin, Australia.

## Fase de grupos

### Grupo A
| Equipo             | Encuentros | Encuentros | Encuentros | Encuentros | Tantos  | Tantos    | Tantos     | Puntos |
| Equipo             | jugados    | ganados    | empatados  | perdidos   | a favor | en contra | diferencia | Puntos |
| ------------------ | ---------- | ---------- | ---------- | ---------- | ------- | --------- | ---------- | ------ |
| Samoa              | 3          | 3          | 0          | 0          | 105     | 12        | +93        | 9      |
| Papúa Nueva Guinea | 3          | 2          | 0          | 1          | 74      | 34        | +40        | 7      |
| Niue               | 3          | 1          | 0          | 2          | 53      | 58        | -5         | 5      |
| Tahití             | 3          | 0          | 0          | 3          | 0       | 128       | -128       | 3      |

### Grupo B
| Equipo     | Encuentros | Encuentros | Encuentros | Encuentros | Tantos  | Tantos    | Tantos     | Puntos |
| Equipo     | jugados    | ganados    | empatados  | perdidos   | a favor | en contra | diferencia | Puntos |
| ---------- | ---------- | ---------- | ---------- | ---------- | ------- | --------- | ---------- | ------ |
| Australia  | 3          | 3          | 0          | 0          | 97      | 19        | +78        | 9      |
| Tonga      | 3          | 2          | 0          | 1          | 86      | 35        | +51        | 7      |
| Islas Cook | 3          | 1          | 0          | 2          | 42      | 51        | -9         | 5      |
| Vanuatu    | 3          | 0          | 0          | 3          | 10      | 130       | -120       | 3      |

### Etapa eliminatoria

#### Copa de plata
|  | Semifinal  | Semifinal  | Semifinal |      |            | 5° puesto  | 5° puesto | 5° puesto |  |
|  |            |            |           |      |            |            |           |           |  |
|  |            |            |           |      |            |            |           |           |  |
|  | Vanuatu    | Vanuatu    | 7         |      |            |            |           |           |  |
|  | Vanuatu    | Vanuatu    | 7         |      |            |            |           |           |  |
|  | Islas Cook | Islas Cook | 33        |      |            |            |           |           |  |
|  | Islas Cook | Islas Cook | 33        |      | Islas Cook | Islas Cook | 15        |           |  |
|  |            |            |           |      | Islas Cook | Islas Cook | 15        |           |  |
|  |            |            | Niue      | Niue | 5          |            |           |           |  |
|  | Tahití     | Tahití     | Niue      | Niue | 5          | 5          |           |           |  |
|  | Tahití     | Tahití     |           |      |            | 5          |           |           |  |
|  | Niue       | Niue       | 26        |      |            | 7° puesto  | 7° puesto | 7° puesto |  |
|  | Niue       | Niue       | 26        |      |            | 7° puesto  | 7° puesto | 7° puesto |  |
|  |            |            |           |      |            |            |           |           |  |
|  |            |            |           |      |            | Vanuatu    | Vanuatu   | 7         |  |
|  |            |            |           |      |            | Vanuatu    | Vanuatu   | 7         |  |
|  |            |            |           |      |            | Tahití     | Tahití    | 19        |  |
|  |            |            |           |      |            | Tahití     | Tahití    | 19        |  |
|  |            |            |           |      |            |            |           |           |  |

#### Copa de oro
|  | Cuartos de final   | Cuartos de final   | Cuartos de final   |                    |       | Semifinales | Semifinales | Semifinales |                    |                    | Copa         | Copa         | Copa |  |
|  |                    |                    |                    |                    |       |             |             |             |                    |                    |              |              |      |  |
|  |                    |                    |                    |                    |       |             |             |             |                    |                    |              |              |      |  |
|  | Samoa              | Samoa              | 55                 |                    |       |             |             |             |                    |                    |              |              |      |  |
|  | Samoa              | Samoa              | 55                 |                    |       |             |             |             |                    |                    |              |              |      |  |
|  | Vanuatu            | Vanuatu            | 7                  |                    |       |             |             |             |                    |                    |              |              |      |  |
|  | Vanuatu            | Vanuatu            | 7                  |                    | Samoa | Samoa       | 17          |             |                    |                    |              |              |      |  |
|  |                    |                    |                    |                    | Samoa | Samoa       | 17          |             |                    |                    |              |              |      |  |
|  |                    |                    | Papúa Nueva Guinea | Papúa Nueva Guinea | 10    |             |             |             |                    |                    |              |              |      |  |
|  | Papúa Nueva Guinea | Papúa Nueva Guinea | Papúa Nueva Guinea | Papúa Nueva Guinea | 10    | 21          |             |             |                    |                    |              |              |      |  |
|  | Papúa Nueva Guinea | Papúa Nueva Guinea |                    |                    |       |             |             |             |                    |                    |              |              |      |  |
|  | Islas Cook         | Islas Cook         | 17                 |                    |       |             |             |             |                    |                    |              |              |      |  |
|  | Islas Cook         | Islas Cook         | 17                 |                    |       |             |             |             |                    | Samoa              | Samoa        | 12           |      |  |
|  |                    |                    |                    |                    |       |             |             |             |                    | Samoa              | Samoa        | 12           |      |  |
|  |                    |                    | Australia          | Australia          | 34    |             |             |             |                    |                    |              |              |      |  |
|  | Tonga              | Tonga              | Australia          | Australia          | 34    | 24          |             |             |                    |                    |              |              |      |  |
|  | Tonga              | Tonga              |                    |                    |       |             |             |             |                    |                    |              |              |      |  |
|  | Niue               | Niue               | 0                  |                    |       |             |             |             |                    |                    |              |              |      |  |
|  | Niue               | Niue               | 0                  |                    | Tonga | Tonga       | 5           |             |                    | Tercer lugar       | Tercer lugar | Tercer lugar |      |  |
|  |                    |                    |                    |                    | Tonga | Tonga       | 5           |             |                    | Tercer lugar       | Tercer lugar | Tercer lugar |      |  |
|  |                    |                    | Australia          | Australia          | 24    |             |             |             |                    |                    |              |              |      |  |
|  | Australia          | Australia          | Australia          | Australia          | 24    | 51          |             |             | Papúa Nueva Guinea | Papúa Nueva Guinea | 7            |              |      |  |
|  | Australia          | Australia          |                    |                    |       |             |             |             | Papúa Nueva Guinea | Papúa Nueva Guinea | 7            |              |      |  |
|  | Tahití             | Tahití             | 0                  |                    |       |             |             |             |                    |                    | Tonga        | Tonga        | 12   |  |
|  | Tahití             | Tahití             | 0                  |                    |       |             |             |             |                    |                    | Tonga        | Tonga        | 12   |  |
|  |                    |                    |                    |                    |       |             |             |             |                    |                    |              |              |      |  |

| Bandera de Australia |
| Campeón Australia    |
| 1.er título          |